# Raphael Botti
Raphael Botti (23 de febrero de 1981) es un futbolista brasileño que se desempeña como centrocampista.
Jugó para clubes como el Vasco da Gama, Jeonbuk Hyundai Motors, Vissel Kobe, Figueirense y Army United.

## Trayectoria

### Clubes
| Club                   | País          | Año         |
| ---------------------- | ------------- | ----------- |
| Vasco da Gama          | Brasil        | 2001        |
| Jeonbuk Hyundai Motors | Corea del Sur | 2002 - 2006 |
| Vissel Kobe            | Japón         | 2007 - 2011 |
| Figueirense            | Brasil        | 2012 - 2014 |
| Army United            | Tailandia     | 2014 - 2016 |